# معيجيل (دير الزور)
معيجيل قرية سورية تتبع ناحية صور في منطقة مركز دير الزور في محافظة دير الزور. بلغ عدد سكانها 1025 نسمة في عام 2004 حسب إحصاء المكتب المركزي للإحصاء.